# Lúcio Horácio Barbato
Lúcio Horácio Barbato (em latim: Lucius Horatius Barbatus) foi um político da gente Horácia nos primeiros anos da República Romana eleito tribuno consular em 425 a.C..
Porém, Diodoro Sículo não menciona seu nome, o que leva os historiadores a pensarem se não houve três e não quatro tribunos consulares em 425 a.C. e que talvez seu não não seja autêntico.

## Tribuno consular (425 a.C.)
Em 425 a.C., Aulo Semprônio foi eleito tribuno consular com  Lúcio Quíncio Cincinato, Lúcio Fúrio Medulino e Aulo Semprônio Atratino.
Neste ano foi firmada uma trégua de vinte anos com Veios, derrotada no ano anterior por Mamerco Emílio Mamercino à frente das muralhas de Fidenas, e uma outra de três anos com os équos.